# Vệ Mãn Triều Tiên
Vệ Mãn Triều Tiên (194 - 108 TCN) là một giai đoạn trong thời kỳ Cổ Triều Tiên (2333 TCN? - 108 TCN) trong lịch sử Triều Tiên. Giai đoạn này bắt đầu khi Vệ Mãn (Wiman) đoạt lấy ngai vàng của Chuẩn Vương và kết thúc với cái chết của Hữu Cừ Vương, cháu trai của Vệ Mãn.

## Thành lập
Vệ Mãn được cho là một vị tướng của nước Yên tại Trung Quốc, người đã quy phục Chuẩn Vương. Chuẩn Vương đã chấp thuận và bổ nhiệm Vệ Mãn chức vị chỉ huy tại vùng biên giới phía tây của Cổ Triều Tiên, tương ứng với phía tây của tỉnh Liêu Ninh ngày nay. Mặc dù vậy, Vệ Mãn đã nổi dậy và tiêu diệt Cổ Triều Tiên. Năm 194 TCN, ông đã lập nên Vệ Mãn Triều Tiên và quyết định đặt kinh đô ở Wanggeom-seong (왕검성, 王險城, Vương Hiểm Thành). Sử ký tập giải ghi rằng Vương Hiểm Thành nằm tại Bình Nhưỡng ngày nay. Vị trí chính xác của Vương Hiểm Thành vẫn còn là một điều chưa được giải quyết do thiếu các bằng chứng khảo cổ học.
Trong giai đoạn này, Vệ Mãn Triều Tiên đã mở rộng kiểm soát trên lãnh thổ rộng lớn và kiểm soát thương mại giữa nhà Hán và các quốc gia tại Mãn Châu. Hán Vũ Đế nghĩ rằng Vệ Mãn Triều Tiên ngày càng là một mối đe dọa, và Vệ Mãn Triều Tiên sẽ liên minh với Hung Nô.

## Sụp đổ
Cháu trai của Vệ Mãn, Hữu Cừ Vương (우거, 右渠), đã cho phép nhiều người Hán lưu vong sống tại Vệ Mãn Triều Tiên. Số người Hán tăng lên, tuy nhiên, Hữu Cừu lại ngăn cản Thìn Quốc giao thiệp với nhà Hán. Do vậy, năm 109 TCN, Hán Vũ Đế đã xâm lược Vệ Mãn Triều Tiên ở gần Loan Hà. Sau vài lần thất bại trong việc đè bẹp quân đội Vệ Mãn Triều Tiên, Hán Vũ Đế đã cố gắng thuyết phục các hoàng tử của Vệ Mãn giết Hữu Cừ Vương. Âm mưu thất bại song nó là nguyên nhân dẫn đến sự diệt vong của vương quốc. Sau chiến tranh, Hán Vũ Đế đã khép hai vị tướng vào tội chết vì thất bại trong việc đánh bại Vệ Mãn Triều Tiên. Chi tiết về cuộc chiến giữa nhà Hán và Cổ Triều Tiên được đề cập đến trong Sử ký Tư Mã Thiên (chương 115).
Sau một năm chiến tranh, Vương Hiểm Thành bị chiếm và Vệ Mãn Triều Tiên diệt vong. Nhà Hán lập nên Hán tứ quận trên các lãnh thổ chiếm được là Lạc Lãng, Chân Phiên, Lâm Đồn và Huyền Thổ tương ứng với các khu vực bán đảo Liêu Đông và tây bắc bán đảo Triều Tiên ngày nay. Các quận này cuối cùng bị Cao Câu Ly tiêu diệt vào thế kỷ 4 CN .
Một số quốc gia đã được hình thành trên lãnh thổ Vệ Mãn Triều Tiên. Trong số đó có Lạc Lãng Quốc (phân biệt với Lạc Lãng quận).